# 松島こうれん
松島こうれん（まつしまこうれん）は、宮城県宮城郡松島町に本店を置く、1327年（嘉暦2年）創業の株式会社紅蓮屋（紅蓮屋心月庵）が製造販売する米菓。

## 概要
宮城県産のササニシキを薄い餅状にし、炭火で焼き上げた、煎餅の一種である。ほのかに米の甘さがあり、口に入れるとすぐに溶ける。製法は一子相伝で伝えられており、現在は23代目の星稔により作られている。原材料はうるち米（ササニシキ）、上白糖、食塩（伯方の塩）のみで、食品添加物は使用していない。

## 由来
昔、松島瑞巌寺の参道近くに住む掃部という富豪が、西国三十三観音巡礼の旅の途中で出羽国象潟の商人と親しくなった。別れ際、このまま別れてしまうには惜しく、親戚の関係を結びたいと、掃部の息子の小太郎と商人の娘の谷との婚約を整える。ところが、掃部が巡礼の旅から戻ると、小太郎はすでに病で亡くなっていた。それを知らない谷は花嫁姿で掃部のもとを訪れた。小太郎が亡くなっていることを知ると、「両親同士が許した以上夫婦であり、命が尽きるまで仏に仕え尽くしたい」と松島に残り、掃部夫妻に尽くした。数年後、掃部夫妻が相次いで亡くなると、冥福を祈るのが残されたものの務めと、名を紅蓮と改め尼となる。紅蓮は心月庵を開き、供えられた米で煎餅を焼いて村の人々に施した。これが「松島こうれん」と呼ばれ、現代まで伝えられている。